# VMM-265
265ème Escadron d'hélicoptère de transport (USMC)
Le Marine Medium Tiltrotor Squadron 265 (ou VMM-265) est un escadron d'hélicoptère  à rotors basculants MV-22 Osprey du Corps des Marines des États-Unis. L'escadron, connu sous le nom de "Dragons" est basée à Marine Corps Air Station Futenma au Japon et relève du commandement du Marine Aircraft Group 36 (MAG-36) et du 1st Marine Aircraft Wing (1st MAW).
Activé en 1962, le HMM-265 a été désactivé en 1970. Il a été réactivé en 1977  au Marine Corps Air Station Kaneohe Bay (Hawaii) et redésigné VMM-265 le 7 septembre 2012.

## Mission
Soutenir le commandant de la Force tactique terrestre et aérienne des Marines (MAGTF) en assurant le transport de soutien d'assaut des troupes de combat, des fournitures et de l'équipement, de jour comme de nuit, dans toutes les conditions météorologiques lors d'opérations expéditionnaires, interarmées ou combinées.

## Historique
Le HMM-265 a été mis en service le 1er octobre 1962 au Marine Corps Air Facility de Jacksonville, en Caroline du Nord, pilotant à l'origine le Sikorsky H-34.
Le VMM-265 a été actif dans : 

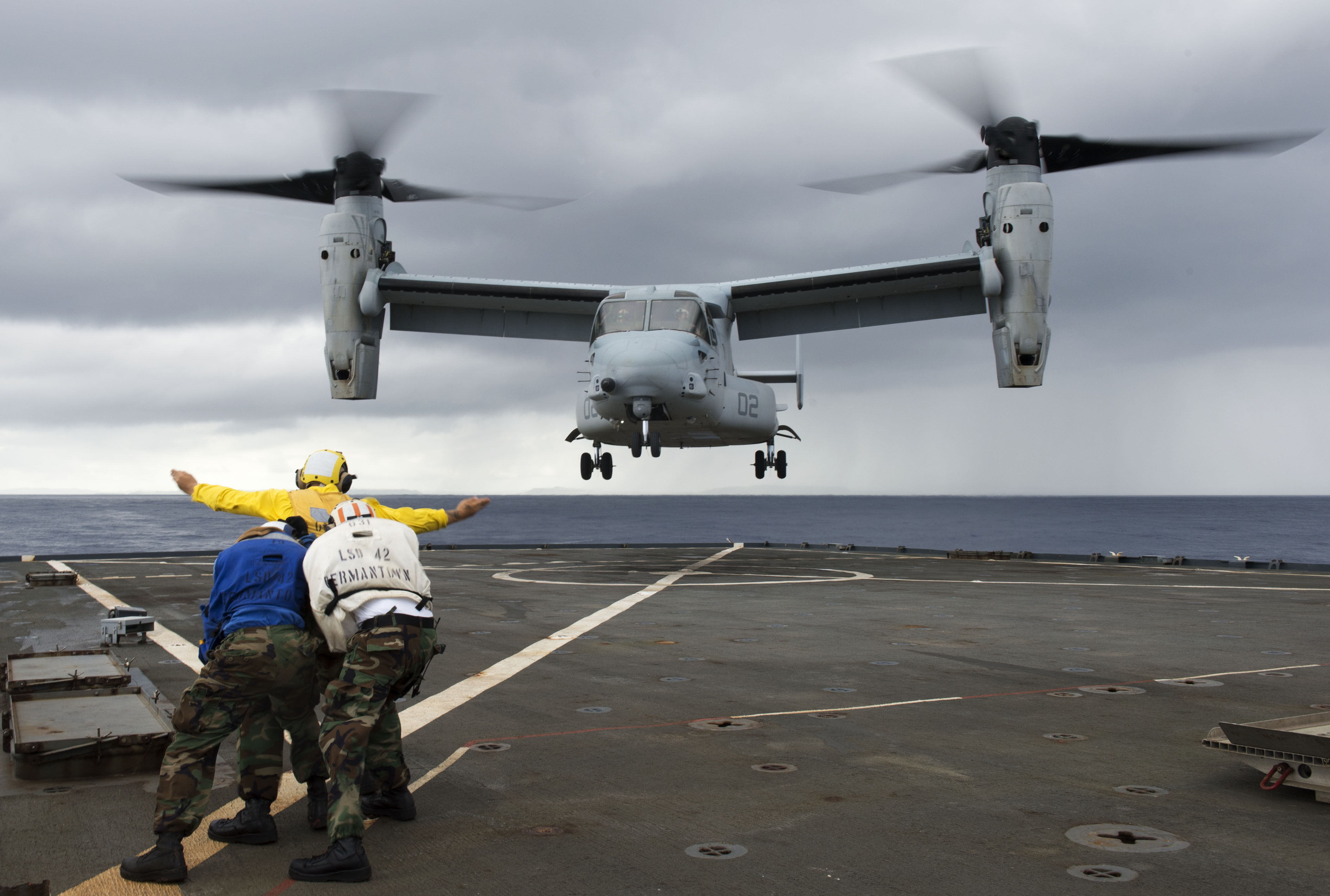
MV-22 Osprey du VMM-265 en 2014

- 1965 - Opération Powerpack en République dominicaine.
- Guerre du Vietnam : Operation Macon (en) (1966), Operation Hastings (en) (1966), Bataille de Khe Sanh (1958), Operation Prairie (en) (1966-67), Opération Auburn (1967-68),  Maui Peak (en) (1968),...
- 1990 - Opération Bouclier du désert
- 1991 - Opération Sea Angel
- 1998  - Opération Desert Fox
- 1999 - Operation Stabilise (Timor oriental)
- 2004-05 -Opération Iraqi Freedom